# Erich Hanke (Gärtner)
Erich Hanke (* 7. Juni 1912 in Berlin; † 17. Oktober 1998 in Sulzbach (Taunus)) war ein deutscher Gartenarchitekt.
Hanke absolvierte eine Gärtnerausbildung. Die Gehilfenprüfung schloss er 1930 mit hervorragendem Ergebnis ab und erhielt deshalb ein Stipendium in die Gärtnereischule in Oranienburg. Von 1946 bis 1948 studierte er in Geisenheim und schloss mit dem Diplom als staatlich diplomierten Gartenbauinspektor ab. Mit seinem 1948 gegründeten Planungsbüro gestaltete Hanke zahlreiche größere Grünanlagen, vornehmlich in Hessen, etwa das Projekt Frankfurt-Nordweststadt (1965). Hankes wohl größter Erfolg war die Chance, die Wiener Internationale Gartenschau 1974 (WIG 74) zu gestalten. Hanke engagierte sich im Naturschutzbeirat und war von 1974 bis 1982 Vorsitzender der Landesgruppe Hessen im Bund Deutscher Landschaftsarchitekten (BDLA). Am 5. Juli 1976 erhielt er das Bundesverdienstkreuz am Bande.